# Lampa lui Aladin (film din 1967)
Lampa lui Aladin (titlul original: în rusă Волшебная лампа Аладдина, transliterat: Volshebnaia lampa Aladdina) este un film sovietic pentru copii, realizat în 1967 de regizorul Boris Rîțarev, după basmul arab Aladin și lampa fermecată din antologia O mie și una de nopți, protagoniști fiind actorii Boris Bîstrov, Dodo Ciogovadze, Sarrî Karrîev și Andrei Fait. 

## Distribuție voci
- Boris Bîstrov – Aladin, fiul lui Ali-Al-Marufa
- Dodo Ciogovadze – prințesa Budur
- Sarrî Karrîev – geniul
- Andrei Fait – vrăjitorul
- Otar Koberidze – sultanul
- Ekaterina Verulașvili – mama lui Aladin
- Guseinaga Sadîgov – marele vizir
- Gheorghi Milliar – cel mai înțelept
- Otar Bilanișvili – paznicul de noapte
- Valentin Brîleev – Mubarak, fiul vizirului
- Iuri Cekulaev – Mustafa, șeful gărzii
- Iakov Belenki – înțeleptul

## Lansare
A fost lansat în anul 1967 și a avut parte de succes comercial, fiind vizionat de 15,5 milioane de spectatori în cinematografele din Uniunea Sovietică.